# Putovanje
Pod putovanjem se podrazumeva kratkoročna promena mesta (avionom, brodom, vozom, automobilom ili drugim prevoznim sredstvom, u poslovnu ili turističku svrhu.
Pisani ili snimljeni zapis o putovanjima se obično naziva reportaža.. Literarni zapisi sa putovanja predstavljaju putopisе.

## Svrha i motivacija
Razlozi za putovanje uključuju rekreaciju, odmor, podmlađivanje, turizam ili odmor, istraživačka putovanja, prikupljanje informacija, posete ljudi, volonterska putovanja u dobrotvorne svrhe, migracija da bi se život započeo negde drugde, verska hodočašća i misijska putovanja, poslovna putovanja, trgovina, putovanje na posao, dobijanje zdravstvene zaštite, vođenje ili bekstvo od rata, radi uživanja u putovanju ili iz drugih razloga. Putnici mogu da koriste prevoz na ljudski pogon kao što je pešačenje ili vožnja biciklom; ili vozila, kao što su javni prevoz, automobili, vozovi, trajekti, čamci, brodovi za krstarenje i avioni.
Motivi putovanja uključuju:
- zadovoljstvo[6]
- Relaksacija
- Otkriće i istraživanje[4]
- Avantura
- Interkulturalne komunikacije[4]
- Odvajanje vremena za izgradnju međuljudskih odnosa.
- Izbegavanje stresa[7]
- Formiranje sećanja[7]

## Istorija
Putovanja datiraju još iz antike kada su bogati Grci i Rimljani putovali u svoje letnje kuće i vile u gradovima kao što su Pompeja i Baje. Dok su rana putovanja obično bila sporija, opasnija i u većoj meri dominirana trgovinom i migracijma, kulturni i tehnološki napredak tokom mnogih godina je imao tendenciju da omogući da putovanja postanu lakša i dostupnija. Čovečanstvo je prešlo dug put u polju transporta otkako je Kristofor Kolumbo doplovio u novi svet iz Španije 1492. godine, ekspedicijom kojoj je trebalo više od 10 nedelja da stigne do konačnog odredišta; do 21. veka kada avioni omogućavaju putovanje iz Španije u Sjedinjene Države preko noći.
Putovanja u srednjem veku su prestavljala teškoće i izazove, ali su bila važna za privredu i društvo. Veleprodajni sektor je zavisio (na primer) od trgovaca koji su se bavili karavanima ili pomorskih putnika, maloprodaja krajnjim korisnicima je često zahtevala usluge mnogih putujućih torbara koji su išli od sela do zaselaka, lutajućih monaha i fratara koji su donosili su teologiju i pastoralnu podršku zapuštenim oblastima, putujućih pesnika koji su obavljali ture, i vojski koje su se kretale nadaleko u raznim krstaškim ratovima i u nizu drugim pohoda. Hodočašća su bila uobičajena u evropskom i u islamskom svetu i uključivala su tokove putnika kako na lokalnom tako i na međunarodnom nivou.
U kasnom 16. veku postalo je pomodno da mladi evropski aristokrati i bogati muškarci iz više klase putuju u značajne evropske gradove kao deo svog obrazovanja u oblasti umetnosti i književnosti. Ovo je bilo poznato kao velika tura i uključivalo je gradove kao što su London, Pariz, Venecija, Firenca i Rim. Međutim, Francuska revolucija je sa sobom donela kraj velikim turama.
Putovanje vodom često je pružalo više udobnosti i brzine nego kopnom, barem do pojave mreže železnica u 19. veku. Putovanja u turističke svrhe počela otprilike u vreme kada su ljudi počeli da putuju iz zabave, jer putovanje više nije bilo težak i izazovan zadatak. Ovo su iskoristili ljudi poput Tomasa Kuka koji su prodavali turističke pakete, pri čemu su vozovi i hoteli rezervisani zajedno. Vazduhoplovi i avioni su preuzeli veliki deo uloga površinskih putovanja na velike udaljenosti u 20. veku, naročito posle Drugog svetskog rata, kad je postojao višak i aviona i pilota. Putovanje avionom je postalo toliko sveprisutno u 21. veku da je jedna žena, Aleksis Alford, posetila svih 196 zemalja pre svoje 21. godine.

## Geografski tipovi
Putovanja mogu biti lokalna, regionalna, nacionalna (domaća) ili međunarodna. U nekim zemljama, interna putovanja koja nisu lokalna mogu zahtevati interni pasoš, dok međunarodna putovanja obično zahtevaju pasoš i vizu. Ture su uobičajena vrsta putovanja. Primeri turističkih tura su ekspediciona krstarenja, ture malih grupa, i rečna krstarenja.

## Bezbednost
Vlasti naglašavaju važnost preduzimanja mera predostrožnosti kako bi se osigurala bezbednost putovanja. Kada se putuje u inostranstvo, šanse idu u prilog bezbednom putovanju bez incidenata,, međutim, putnici mogu biti izloženi poteškoćama, kriminalu i nasilju. Neki bezbednosni aspekti uključuju svest o svom okruženju, izbegavanja da se postane meta zločina, ostavljanje kopija pasoša i informacija o maršuti puta kod ljudi od poverenja, obezbeđivanje zdravstvenog osiguranja koje je važeće u zemlji koja se posećuje i prijavljivanje u svojoj nacionalnoj ambasadi prilikom dolaska u stranu zemlju. Mnoge zemlje ne priznaju vozačke dozvole drugih zemalja; međutim većina zemalja prihvata međunarodne vozačke dozvole. Polise automobilskog osiguranja izdate u sopstvenoj zemlji često su nevažeće u stranim zemljama, a to je često uslov za pribavljanje privremenog auto osiguranja važećeg u zemlji koju posećujete. Takođe je preporučljivo da se osoba orijentišete o pravilima vožnje i propisima zemalja odredišta. Nošenje sigurnosnog pojasa je veoma preporučljivo iz bezbednosnih razloga; mnoge zemlje imaju kazne za kršenje zakona o vezivanju pojaseva.
Postoje tri glavne statistike koje se mogu koristiti za upoređivanje bezbednosti različitih oblika putovanja (na osnovu istraživanja Odeljenja za životnu sredinu, transport i regione iz oktobra 2000.):
| Mod       | Smrti na milijardu | Smrti na milijardu | Smrti na milijardu |
| Mod       | Putovanja          | Sati               | Kilometara         |
| --------- | ------------------ | ------------------ | ------------------ |
| Autobus   | 4,3                | 11,1               | 0,4                |
| Železnica | 20                 | 30                 | 0,6                |
| Vazduh    | 117                | 30,8               | 0,05               |
| Brod      | 90                 | 50                 | 2,6                |
| Kombi     | 20                 | 60                 | 1,2                |
| Automobil | 40                 | 130                | 3,1                |
| Hodanje   | 40                 | 220                | 54                 |
| Bicikl    | 170                | 550                | 45                 |
| Motocikl  | 1640               | 4840               | 109                |

## Literatura
- Roscholler, R J (1973). Recreational travel. Carlton, Vic.: Metropolitan Transportation Committee. ISBN 9780858120389. Приступљено 27. 9. 2012.
- Maring, Gary E. (1971). Weekend Recreational Travel Patterns. U.S. Dept. of Transportation, Federal Highway Administration. Приступљено 27. 9. 2012.
- Mcdaniel, R. (1968). Characteristics of Commercial Resorts and Recreational Travel Patterns in Southern Ontario. Ontario. Dept. of Highways. Research Branch. Приступљено 27. 9. 2012.
- Kujawinski, Peter (28. 5. 2018). „Colliders, Sundials and Wonder: When Science Is Your Destination - At CERN in Switzerland and Fermilab in Illinois, there is always a sense of discovery — about the past, present and future. - Science Tourism - part 1 of 2”. The New York Times. Приступљено 12. 11. 2018.
- Kujawinski, Peter (12. 11. 2018). „Where Will Science Take Us? To the Stars - A monthlong visit to observatories in Chile, Hawaii and Los Angeles revealed spellbinding visions of the heavens. - Science Tourism - part 2 of 2”. The New York Times. Приступљено 12. 11. 2018.
- „ESO Supernova”. supernova.eso.org (на језику: енглески). Приступљено 17. 3. 2019.
- Rachel Sugar (19. 12. 2016). „More tourists visited NYC in 2016 than ever before”. Vox Media. Приступљено 24. 4. 2018.
- „UNWTO technical manual: Collection of Tourism Expenditure Statistics” (PDF). World Tourism Organization. 1995. стр. 10. Архивирано из оригинала (PDF) 22. 9. 2010. г. Приступљено 26. 3. 2009.
- „International tourism challenged by deteriorating global economy” (PDF). UNWTO World Tourism Barometer. 7 (1). јануар 2009. Архивирано из оригинала (PDF) 17. 10. 2013. г. Приступљено 17. 11. 2011.
- „UNWTO World Tourism Barometer Interim Update” (PDF). UNWTO World Tourism Barometer. август 2010. Архивирано из оригинала (PDF) 17. 10. 2013. г. Приступљено 17. 11. 2011.
- „International Tourist Numbers Could Fall 60-80% in 2020”. www.unwto.org. Приступљено 16. 9. 2020.
- UNWTO Tourism Highlights: 2017 Edition (на језику: енглески). World Tourism Organization (UNWTO). 1. 7. 2017. ISBN 978-92-844-1902-9. doi:10.18111/9789284419029.
- „UNWTO World Tourism Barometer” (PDF). UNWTO World Tourism Barometer. 11 (1). јануар 2013. Архивирано из оригинала (PDF) 28. 2. 2013. г. Приступљено 9. 4. 2013.
- „China – the new number one tourism source market in the world”. World Tourism Organization. 4. 4. 2013. Архивирано из оригинала 8. 4. 2013. г. Приступљено 9. 4. 2013.

## Spoljašnje veze
- Reportaže iz BiH i ostalih zemalja
- Wikivoyage – a travel wiki
- Travel на веб-сајту  (језик: енглески)
- Travel на веб-сајту  (језик: енглески)